# Nagroda Wolfa
Nagroda Wolfa – nagroda przyznawana przez Fundację Wolfa w Izraelu za wybitne osiągnięcia na rzecz ludzkości i przyjaźni między narodami. Corocznie od 1978, komitety złożone z międzynarodowych ekspertów przyznają 5–6 nagród w następujących dziedzinach: chemia, fizyka, matematyka, medycyna, rolnictwo i sztuka. Nagrody w sztuce są przyznawane na przemian w architekturze, muzyce, malarstwie i rzeźbiarstwie. Laureat otrzymuje dyplom i 100 000 USD.
Do 2021 nagrodę otrzymało 345 naukowców i artystów.
Nagroda Wolfa jest zaliczana do trzech najbardziej prestiżowych nagród w każdej z dziedzin, w których jest przyznawana.

## Laureaci

### Wyróżnieni z chemii
- 1978: Carl Djerassi
- 1979: Herman Mark(inne języki)
- 1980: Henry Eyring(inne języki)
- 1981: Joseph Chatt(inne języki)
- 1982: John Polanyi, George Pimentel(inne języki)
- 1983/1984: Herbert Gutowsky(inne języki), Harden McConnell(inne języki), John Waugh(inne języki)
- 1984/1985: Rudolph Marcus
- 1986: Elias Corey, Albert Eschenmoser(inne języki)
- 1987: David Phillips(inne języki), David Blow(inne języki)
- 1988: Joshua Jortner(inne języki), Raphael Levine(inne języki)
- 1989: Duilio Arigoni(inne języki), Alan Battersby(inne języki)
- 1990: nagrody nie przyznano
- 1991: Richard Ernst, Alexander Pines(inne języki)
- 1992: John Pople
- 1993: Ahmed Zewail
- 1994: Richard Lerner(inne języki), Peter Schultz(inne języki)
- 1995: Gilbert Stork, Samuel Danishefsky(inne języki)
- 1996: nagrody nie przyznano
- 1998: Gerhard Ertl, Gabor Somorjai(inne języki)
- 1999: Raymond Lemieux(inne języki)
- 2000: Frank Albert Cotton
- 2001: Henri Kagan(inne języki), Ryōji Noyori, Barry Sharpless
- 2002/2003: nagrody nie przyznano
- 2004: Harry Gray(inne języki)
- 2005: Richard Zare(inne języki)
- 2006/2007: Ada Jonath, George Feher(inne języki)
- 2008: William Moerner, Allen Bard
- 2009: nagrody nie przyznano
- 2010: nagrody nie przyznano
- 2011: Krzysztof Matyjaszewski, Stuart Rice(inne języki), Ching Tang(inne języki)[2]
- 2012: Paul Alivisatos(inne języki), Charles Lieber(inne języki)
- 2013: Robert Langer
- 2014: Chi-Huey Wong
- 2015: nagrody nie przyznano
- 2016: Kyriacos Costa Nicolaou(inne języki), Stuart Schreiber(inne języki)
- 2017: Robert G. Bergman(inne języki)
- 2018: Omar M. Yaghi, Makoto Fujita(inne języki)
- 2019: Stephen Buchwald(inne języki), John Hartwig(inne języki)
- 2020: nagrody nie przyznano
- 2021: Leslie Leiserowitz(inne języki), Meir Lahav(inne języki)
- 2022: Bonnie Bassler(inne języki), Carolyn Bertozzi, Benjamin Cravatt(inne języki)
- 2023: Chuan He(inne języki), Hiroaki Suga(inne języki), Jeffery W. Kelly(inne języki)
- 2024: nagrody nie przyznano
- 2025: Helmut Schwarz(inne języki)

### Wyróżnieni z fizyki
- 1978: Chien-Shiung Wu
- 1979: George Eugene Uhlenbeck, Giuseppe Occhialini(inne języki)
- 1980: Michael E. Fisher(inne języki), Leo P. Kadanoff(inne języki), Kenneth G. Wilson
- 1981: Freeman J. Dyson, Gerardus ’t Hooft, Victor F. Weisskopf
- 1982: Leon M. Lederman, Martin Perl
- 1983/1984: Erwin L. Hahn(inne języki), sir Peter B. Hirsch(inne języki), Theodore H. Maiman
- 1984/1985: Conyers Herring(inne języki), Philippe Nozieres(inne języki)
- 1986: Mitchell J. Feigenbaum, Albert J. Libchaber(inne języki)
- 1987: Herbert Friedman(inne języki), Bruno B. Rossi, Riccardo Giacconi
- 1988: Roger Penrose, Stephen W. Hawking
- 1989: nagrody nie przyznano
- 1990: Pierre-Gilles de Gennes, David J. Thouless
- 1991: Maurice Goldhaber, Valentine L. Telegdi
- 1992: Joseph H. Taylor Jr.
- 1993: Benoît Mandelbrot
- 1994/1995: Witalij Ginzburg, Yoichiro Nambu
- 1995/1996: nagrody nie przyznano
- 1997: John Archibald Wheeler
- 1998: Jakir Aharonow, sir Michael V. Berry
- 1999: Dan Shechtman
- 2000: Raymond Davis Jr., Masatoshi Koshiba
- 2001: nagrody nie przyznano
- 2002/2003: Bertrand I. Halperin(inne języki), Anthony J. Leggett
- 2004: Robert Brout(inne języki), Francois Englert, Peter W. Higgs
- 2005: Daniel Kleppner(inne języki)
- 2006/2007: Albert Fert, Peter Grünberg
- 2008: nagrody nie przyznano
- 2009: nagrody nie przyznano
- 2010: John Clauser, Alain Aspect, Anton Zeilinger
- 2011: Maximilian Haider(inne języki), Harald Rose(inne języki), Knut Urban(inne języki)
- 2012: Ja’akow Bekenstein
- 2013: Peter Zoller, Ignacio Cirac(inne języki)
- 2014: nagrody nie przyznano
- 2015: James D. Bjorken(inne języki), Robert P. Kirshner(inne języki)
- 2016: Josef Imry(inne języki)
- 2017: Michel Mayor, Didier Queloz
- 2018: Charles Henry Bennett, Gilles Brassard(inne języki)
- 2019: nagrody nie przyznano
- 2020: Rafi Bistritzer, Pablo Jarillo-Herrero, Allan MacDonald
- 2021: Giorgio Parisi
- 2022: Ferenc Krausz, Paul Corkum(inne języki), Anne L’Huillier
- 2023: nagrody nie przyznano
- 2024: Martin Rees
- 2025: James P. Eisenstein(inne języki), Mordehai Heiblum(inne języki), Jainendra K. Jain(inne języki)

### Wyróżnieni z matematyki
- 1978: Israel Gelfand, Carl Ludwig Siegel
- 1979: Jean Leray, André Weil
- 1980: Henri Cartan, Andriej Kołmogorow
- 1981: Lars Ahlfors, Oscar Zariski(inne języki)
- 1982: Hassler Whitney(inne języki), Mark Krejn
- 1983/1984: Shiing-shen Chern, Paul Erdős
- 1984/1985: Kunihiko Kodaira, Hans Lewy(inne języki)
- 1986: Samuel Eilenberg, Atle Selberg
- 1987: Kiyoshi Itō, Peter Lax
- 1988: Friedrich Hirzebruch, Lars Hörmander
- 1989: Alberto Calderón(inne języki), John Milnor
- 1990: Ennio de Giorgi(inne języki), Ilya Piatetski-Shapiro(inne języki)
- 1991: nagrody nie przyznano
- 1992: Lennart Carleson, John G. Thompson
- 1993: Michaił Gromow, Jacques Tits
- 1994/1995: Jürgen Moser(inne języki)
- 1995/1996: Robert Langlands, Andrew Wiles
- 1996/1997: Joseph B. Keller(inne języki), Jakow Sinaj
- 1998: nagrody nie przyznano
- 1999: László Lovász, Elias M. Stein(inne języki)
- 2000: Raoul Bott, Jean-Pierre Serre
- 2001: Władimir Arnold, Saharon Szelach
- 2002/2003: Mikio Sato(inne języki), John Tate
- 2004: nagrody nie przyznano
- 2005: Grigorij Margulis, Siergiej Nowikow
- 2006/2007: Stephen Smale, Hillel Furstenberg
- 2008: Pierre Deligne, Phillip Griffiths, David Mumford
- 2009: nagrody nie przyznano
- 2010: Dennis Sullivan, Shing-Tung Yau
- 2011: nagrody nie przyznano
- 2012: Michael Aschbacher(inne języki), Luis Caffarelli
- 2013: Michael Artin(inne języki), George D. Mostow(inne języki)
- 2014: Peter Sarnak
- 2015: James Arthur(inne języki)
- 2016: nagrody nie przyznano
- 2017: Richard Schoen(inne języki), Charles Fefferman
- 2018: Alexander Beilinson, Władimir Drinfeld
- 2019: Jean-Francois Le Gall(inne języki), Gregory Lawler(inne języki)
- 2020: Simon Donaldson, Yakov Eliashberg(inne języki)
- 2021: nagrody nie przyznano
- 2022: George Lusztig
- 2023: Ingrid Daubechies
- 2024: Noga Alon, Adi Szamir
- 2025: nagrody nie przyznano

### Wyróżnieni w sztuce
- 1981 malarstwo: Marc Chagall, Antoni Tapies
- 1982 muzyka: Vladimir Horowitz, Olivier Messiaen, Josef Tal
- 1983/1994 architektura: Ralph Erskine
- 1984/1995 rzeźbiarstwo: Eduardo Chillida
- 1986 malarstwo: Jasper Johns
- 1987 muzyka: Isaac Stern, Krzysztof Penderecki
- 1988 architektura: Fumihiko Maki, Giancarlo De Carlo
- 1989 rzeźbiarstwo: Claes Oldenburg
- 1990 malarstwo: Anselm Kiefer
- 1991 muzyka: Yehudi Menuhin, Luciano Berio
- 1992 architektura: Frank Gehry, Jørn Utzon, Denys Lasdun(inne języki)
- 1993 rzeźbiarstwo: Bruce Nauman
- 1994/1995 malarstwo: Gerhard Richter
- 1995/1996 muzyka: Zubin Mehta, György Ligeti
- 1996/1997 architektura: Frei Otto, Aldo van Eyck
- 1998 rzeźbiarstwo: James Turrell(inne języki)
- 1999 malarstwo: nagrody nie przyznano
- 2000 muzyka: Pierre Boulez, Riccardo Muti
- 2001 architektura: Alvaro Siza
- 2002/2003 malarstwo i rzeźbiarstwo: Louise Bourgeois
- 2004 muzyka: Mstisław Rostropowicz, Daniel Barenboim
- 2005 architektura: Jean Nouvel
- 2006/2007 malarstwo i rzeźbiarstwo: Michelangelo Pistoletto(inne języki)
- 2008 muzyka: Gia Kanczeli, Claudio Abbado
- 2009 nagrody nie przyznano
- 2010 architektura: David Chipperfield, Peter Eisenman
- 2011 malarstwo i rzeźbiarstwo: Rosemarie Trockel(inne języki)
- 2012 muzyka: Plácido Domingo, Simon Rattle
- 2013 architektura: Eduardo Souto de Moura
- 2014 rzeźbiarstwo: Olafur Eliasson
- 2015 muzyka: Jessye Norman, Murray Perahia
- 2016 architektura: Phyllis Lambert(inne języki)
- 2017 rzeźba: Laurie Anderson, Lawrence Weiner(inne języki)
- 2018 muzyka: Paul McCartney, Ádám Fischer(inne języki)
- 2019 architektura: Moshe Safdie
- 2020 malarstwo i rzeźbiarstwo: Cindy Sherman
- 2021 muzyka: Olga Neuwirth(inne języki)[3], Stevie Wonder[4]
- 2022 architektura: Elizabeth Diller, Momoyo Kaijima(inne języki), Yoshiharu Tsukamoto
- 2024 muzyka: György Kurtág
- 2022 architektura: Xu Tiantian(inne języki)

### Wyróżnieni z rolnictwa
- 1978: George F. Sprague(inne języki), John C. Walker(inne języki)
- 1979: Jay L. Lush(inne języki), sir Kenneth Blaxter(inne języki)
- 1980: Karl Maramorosch
- 1981: John O. Almquist(inne języki), Henry A. Lardy(inne języki), Glenn W. Salisbury(inne języki)
- 1982: Wendell L. Roelofs(inne języki)
- 1983/1984: Don Kirkham(inne języki), Cornellis T. de Witt
- 1984/1985: Robert H. Burris(inne języki)
- 1986: sir Ralph Riley(inne języki), Ernest R. Sears(inne języki)
- 1987: Theodor O. Diener(inne języki)
- 1988: Charles Thibault, Ernest John Christopher Polge(inne języki)
- 1989: Peter M. Biggs(inne języki), Michael Elliott(inne języki)
- 1990: Jozef Stefaan Schell(inne języki)
- 1991: Shang-Fa Yang(inne języki)
- 1992: nagrody nie przyznano
- 1993: John E. Casida(inne języki)
- 1994/1995: Carl B. Huffaker(inne języki), Perry L. Adkisson(inne języki)
- 1995/1996: Morris Schnitzer(inne języki), Frank J. Stevenson(inne języki)
- 1996/1997: Neal L. First(inne języki)
- 1998: Ilan Chet(inne języki), Baldur R. Stefansson(inne języki)
- 1999: nagrody nie przyznano
- 2000: Gurdev S. Khush(inne języki)
- 2001: Roger N. Beachy(inne języki), James E. Womack(inne języki)
- 2002/2003: R. Michael Roberts(inne języki), Fuller W. Bazer(inne języki)
- 2004: Yuan Longping(inne języki), Steven D. Tanksley(inne języki)
- 2005: nagrody nie przyznano
- 2006/2007: Ronald L. Phillips(inne języki), Michel A.J. Georges(inne języki)
- 2008: John Pickett(inne języki), James Tumlinson(inne języki), W. Joe Lewis(inne języki)
- 2009: nagrody nie przyznano
- 2010: David Baulcombe(inne języki)
- 2011: Harris A. Lewin(inne języki), James R. Cook
- 2012: nagrody nie przyznano
- 2013: Joachim Messing(inne języki), Jared Diamond
- 2014: Jorge Dubcovsky(inne języki), Leif Andersson(inne języki)
- 2015: Linda Saif(inne języki)
- 2016: Trudy Mackay(inne języki)
- 2017: nagrody nie przyznano
- 2018: Gene E. Robinson(inne języki)
- 2019: David Zilberman(inne języki)
- 2020: Caroline Dean(inne języki)[5]
- 2022: Pamela Ronald(inne języki)
- 2023: Martinus Theodore van Genuchten
- 2024: Joanne Chory(inne języki), Elliot Meyerowitz(inne języki), Venkatesan Sundaresan(inne języki)
- 2025: Jeffery Dangl(inne języki), Jonathan D. G. Jones(inne języki), Brian Staskawicz(inne języki)

### Wyróżnieni z medycyny
- 1978: George Snell, Jean Dausset, Jon J. van Rood
- 1979: Roger Wolcott Sperry, Arvid Carlsson, Oleh Hornykiewicz
- 1980: César Milstein, Leo Sachs(inne języki), sir James L. Gowans(inne języki)
- 1981: Barbara McClintock, Stanley N. Cohen
- 1982: Jean-Pierre Changeux, Solomon H. Snyder(inne języki), sir James W. Black
- 1983/1984: nie przyznano
- 1984/1985: Donald F. Steiner(inne języki)
- 1986: Osamu Hayaishi(inne języki)
- 1987: Puedro Cuatrecasas(inne języki), Meir Wilchek(inne języki)
- 1988: Henri-Gery Hers(inne języki), Elizabeth F. Neufeld
- 1989: John Gurdon, Edward B. Lewis
- 1990: Maclyn McCarty
- 1991: Seymour Benzer
- 1992: M. Judah Folkman(inne języki)
- 1993: nie przyznano
- 1994/1995: Michael J. Berridge(inne języki), Yasutomi Nishizuka(inne języki)
- 1995/1996: Stanley Prusiner
- 1997: Mary Frances Lyon(inne języki)
- 1998: Michael Sela, Ruth Arnon(inne języki)
- 1999: Eric Kandel
- 2000: nie przyznano
- 2001: Awram Herszko, Alexander Varshavsky(inne języki)
- 2002/2003: Ralph L. Brinster(inne języki), Mario Capecchi, Oliver Smithies
- 2004: Robert A. Weinberg(inne języki), Roger Tsien
- 2005: Alexander Levitzki(inne języki), Anthony Rex Hunter, Anthony J. Pawson(inne języki)
- 2006/2007:  nagrody nie przyznano
- 2008: Howard Cedar(inne języki), Aharon Razin(inne języki)
- 2009:  nagrody nie przyznano
- 2010: Axel Ullrich(inne języki)
- 2011: Shin’ya Yamanaka, Rudolf Jaenisch(inne języki)
- 2012: Ronald M. Evans(inne języki)
- 2013: nagrody nie przyznano
- 2014: Nahum Sonenberg(inne języki), Gary Ruvkun, Victor Ambros
- 2015: John Kappler(inne języki), Philippa Marrack(inne języki), Jeffrey V. Ravetch(inne języki)
- 2016: Lewis C. Cantley(inne języki), Carl Ronald Kahn(inne języki)
- 2017: James P. Allison
- 2018: nie przyznano
- 2019: Jeffrey M. Friedman(inne języki)
- 2020: Emmanuelle Charpentier, Jennifer Doudna
- 2021: Joan Steitz(inne języki), Lynne Elizabeth Maquat(inne języki), Adrian Krainer(inne języki)
- 2024: José-Alain Sahel(inne języki), Botond Roska
- 2025: Pamela Bjorkman(inne języki)